# Iphiaulax canescens
Iphiaulax canescens är en stekelart som beskrevs av Cameron 1887. Iphiaulax canescens ingår i släktet Iphiaulax och familjen bracksteklar. Inga underarter finns listade i Catalogue of Life.